# Wolfgang Kubicki
Wolfgang Kubicki   (Brunsvic, 3 de març de 1952) és un polític alemany del Partit Democràtic Lliure (FDP). Ha estat vicepresident del FDP d'Alemanya des del desembre de 2013. Des del 24 d'octubre de 2017 és un dels vicepresidents del Bundestag. De 1992 a 1993 i de 1996 a 2017 va exercir com a president del grup de l'FDP al parlament de Schleswig-Holstein.

## Joventut
Després de fer el batxillerat el 1970 a Braunschweig Kubicki va estudiar economia a la Universitat de Kiel, on Peer Steinbrück era un dels seus companys. Es va graduar el 1975. Després va treballar per una empresa de consultoria i, des de 1978, en una assessoria fiscal. De 1981 a 1983 va treballar com a investigador del FDP en el parlament de Schleswig-Holstein. Va acabar un segon grau en dret a la Universitat de Kiel el 1982, que va enllestir mentre treballavava. El 1985 va completar el segon examen estatal i des de llavors treballà com advocat.

## Carrera política
Kubicki ha estat membre del partit FDP des de 1971. El 1975 es va convertir en president de l'antiga organització juvenil FDP de Jungdemokraten a Schleswig-Holstein, el 1976 va ser elegit membre del consell de FDP d'Schleswig-Holstein, i després vicepresident fins que fou escollit com a president el 1989. El 1993 va dimitir a causa d'un escàndol relacionat amb un centre de recollida de residus anomenat Deponie Schönberg.
Kubicki va ser diputat al Bundestag alemany del 20 de desembre de 1990 al 2 d'agost de 1992, quan va dimitir del mandat. Ho va tornar a ser del 17 d'octubre al 9 de desembre de 2002. El 5 de maig de 1992 va ser elegit diputat del Parlament de Schleswig-Holstein i va ser immediatament elegit líder del grup parlamentari FDP. També va servir al Consell d'Ancians del Parlament, va ser membre del Comitè de Finances (1992-2009); la Comissió d'Elecció de Jutges (2005-2012); i la Comissió d'Afers Interns i Jurídics (2012-2017).
A les eleccions de Schleswig Holstein ha estat el primer candidat del FDP els anys 1992, 2000, 2005, 2009 i 2012. Durant la seva tasca com a president estatal de la FDP i, des de 1997, és membre de la junta directiva federal del partit FDP a Alemanya. El 2013 va ser elegit vicepresident del FDP, i va passar a formar part de l'equip que lidera el partit, al costat de Christian Lindner.
Kubicki va ser un delegat del FDP a la Convenció Federal per escollir el President d'Alemanya els anys 1999, 2004, 2009, 2010 i 2012.

## Vida personal
Kubicki està casat amb l'advocada Annette Marberth-Kubicki. Viuen a Strande i tenen una residència de vacances a Santa Ponça.